# Antonio Nava Castillo
El general de división Antonio Nava Castillo (9 de septiembre de 1905, Ixcaquixtla, Puebla, México - 28 de marzo de 1983, México, D. F.) fue un político, militar y atleta mexicano. Fue medallista de bronce en los Juegos Olímpicos de Berlín 1936, representando a México en la competencia de polo. Y fue gobernador del estado de Puebla de 1963 a 1964.

## Primeros años
Antonio Nava Castillo nació el 9 de septiembre de 1905 en Ixcaquixtla, Puebla. En 1921 ingresó al Heroico Colegio Militar, del cual egresó en 1925 con el grado de teniente. Fue integrante del equipo de polo del regimiento 51. En el Colegio Militar conoció a Rafael Ávila Camacho, Hermenegildo Cuenca Díaz y Alfonso Corona del Rosal, quienes posteriormente ocuparían cargos relevantes dentro de la política mexicana.

## Juegos olímpicos de 1936
En los Juegos Olímpicos de Berlín 1936 fue uno de los integrantes del equipo de polo de la delegación mexicana, compuesta por cuatro militares: el mayor Juan Gracia Zazueta, el mayor auxiliar Julio Mueller Luján y los capitanes Alberto Ramos Sesma y el propio Nava Castillo. Debido a la dificultad para el traslado de los caballos, solo cuatro naciones asistieron al evento. El primer encuentro, contra el equipo inglés, terminó en derrota para el equipo mexicano con un marcador de 13-11. El segundo partido, contra el equipo argentino, igualmente resultó en derrota de 15-5. El tercer encuentro fue contra el equipo húngaro, al cual lograron vencer con un marcador de 16-2. En el marcador final la delegación mexicana recibió la medalla de bronce, el equipo inglés la de plata y el argentino la de oro. Los Juegos Olímpicos de Berlín fueron los últimos en que se contempló el polo como deporte olímpico.
Tras su participación en los Juegos Olímpicos fue integrante de los equipos de la policía nacional y del Estado Mayor de la Secretaría de la Defensa Nacional. En 1942 fue designado por los cronistas como el «mejor deportista del año».

## Trayectoria política
Antonio Nava Castillo fue director del Departamento de policía y tránsito del Distrito Federal. El 28 de febrero de 1943 fue designado como primer secretario general de la Confederación Nacional de Organizaciones Populares (CNOP), uno de los sectores que conformaban al Partido de la Revolución Mexicana, posteriormente transformado en el Partido Revolucionario Institucional (PRI). El 20 de noviembre de 1960 fue ascendido al grado de general de división del arma de caballería.

## Gobernador de Puebla
A inicios de la década de 1960 el estado de Puebla se encontraba en constante agitación debido a múltiples movimientos sociales, conflictos entre grupos pro comunistas y anticomunistas de inspiración clerical y protestas por parte de los alumnos de la Universidad Autónoma de Puebla, inconformes con la influencia del gobierno estatal sobre la designación del rector. Todos estos movimientos afectaron la gubernatura de Fausto M. Ortega, que terminó su mandato en 1963 muy debilitado políticamente. Debido a esto el presidente Adolfo López Mateos decidió impulsar la candidatura de un militar a la gubernatura del estado, confiando en que una administración dura lograría pacificar al estado. Como resultado, Nava Castillo fue elegido gobernador de Puebla en las elecciones estatales de 1963. Durante su gubernatura impulsó la industrialización del estado. Entre sus medidas estuvieron la creación de insentivos fiscales para la creación de industria, la simplificación de la administración pública, la creación del Consejo Estatal de Promoción Industrial y la modernización de la autopista México-Puebla.
Nava Castillo también estableció un mandato férreo sobre el estado, colocando a militares en los principales cargos de gobierno. Como secretario de gobernación del estado nombró al coronel Ciriaco Tista Montiel, como contralor general del estado al coronel Luis Sánchez Domínguez, como director de Servicios Coordinados de Salud al médico militar José Álvarez Gutiérrez, como jefe de la policía estatal al general Gilberto Lepe Ruíz y como director de la policía de tránsito de la ciudad de Puebla al mayor de la Fuerza Aérea Mexicana, Pedro Saldívar. La administración de estos militares llegó a ser calificada como «autoritaria y déspota» por diversos sectores de la población del estado, entre los que se encontraban locatarios de mercados, vendedores ambulantes, taxistas.
El 25 de agosto de 1964 el Congreso del Estado de Puebla aprobó una nueva ley que hacía obligatoria la pasteurización de la leche para permitir su venta en el estado. Esta nueva legislación afectaba a los pequeños productores locales, acostumbrados a llevar la leche embotellada directamente a la casa de sus clientes, sin necesidad de venderla a un intermediario. Esto llevó a una manifestación de los productores de leche el 13 de septiembre, la cual fue reprimida por la policía. Los productores afirmaban que la única planta pasteurizadora de leche del estado tenía como principal accionista al gobernador Nava Castillo, así como al senador Eduardo Cué Merlo y a los empresarios Rodolfo Budib y Gonzalo Bautista O'Farrill, todos impulsores de la ley de pasteurización obligatoria. Siendo, a su parecer, que la nueva legislación buscaba beneficiar al gobernador y a su gente cercana al forzar a los pequeños productores a asociarse con su pasteurizadora.
El movimiento de productores de leche ganó apoyos entre los sectores inconformes con la administración de Nava Castillo, así como de productores de leche del estado de Tlaxcala y de la Central Campesina Independiente. Para el 14 de octubre los estudiantes de la Universidad Autónoma de Puebla les declararon su apoyo y realizaron una manifestación conjunta para exigir la derogación de la ley de pasteurizado obligatorio. La manifestación fue disuelta por la policía, la cual detuvo a estudiantes y dirigentes de la Central Campesina Independiente. En respuesta los estudiantes organizaron un mitin frente a la sede de la policía para exigir la liberación de los detenidos, siendo nuevamente reprimidos y perseguidos hasta llegar al Edificio Carolino, sede de la rectoría universitaria. El enfrentamiento causó la destrucción de dos vehículos de bomberos usados por la policía para dispersar a los manifestantes con mangueras, así como el arresto de más de 120 estudiantes y dejó heridos a otros 44 más. Sin embargo, en el tumulto los estudiantes lograron capturar dentro del edificio Carolino a varios policías y al coronel Sánchez Domínguez, contralor general del estado, que intentó entrar de incógnito al edificio de la rectoría. Esto obligó al gobierno de Nava Castillo a negociar un «intercambio de rehenes» con los estudiantes, logrando la liberación del coronel y los policías cerca de la medianoche.
Nava Castillo tuvo el apoyo de los empresarios de Puebla, entre ellos de los miembros de la cámara de la industria maderera, la cámara agrícola y ganadera, de la industria de la transformación y de la comisión de turismo. También contó con el respaldo de la junta de mejoramiento moral del municipio de Puebla, de la federación estatal de padres de familia y de la liga de comunidades agrarias. Y también tuvo el apoyo del Congreso del estado, de los magistrados del Tribunal superior de justicia y de los presidentes municipales del estado. Nava Castillo también tenía el apoyo tácito del presidente electo, Gustavo Díaz Ordaz, con quien tenía una relación de amistad. La dirigencia estatal del Partido Revolucionario Institucional también le declaró su apoyo incondicional al gobernador, emanado de su partido. Sin embargo, sus militantes no se adhirieron a la posición de sus dirigentes y decidieron sumarse al movimiento de protesta en contra de Nava Castillo.
El 19 de octubre el gobierno federal decidió intervenir en el conflicto, estableciendo negociaciones directas con los manifestantes a través del subsecretario de gobernación Luis Echeverría Álvarez. Para el 23 de octubre se realizó una manifestación masiva en la capital del estado, a la cual asistieron cerca de 200 mil inconformes, aunque el periódico El Sol de Puebla estimó más de 250 mil manifestantes. El 29 de octubre otro mitin estudiantil fue disuelto violentamente por la policía. La inconformidad pública obligó al gobierno federal a militarizar la Ciudad de Puebla al día siguiente, para garantizar la seguridad de los habitantes. Ese mismo día, 30 de octubre, Nava Castillo decidió renunciar a la gubernatura, comunicando su determinación al congreso estatal a través del diputado José Octavio Ferrer Guzmán.
La renuncia de Nava Castillo marcó el final del movimiento de protesta. El Congreso del Estado de Puebla decidió nombrar a Aarón Merino Fernández como gobernador interino. Y quince días después, el 15 de noviembre, el presidente Adolfo López Mateos visitó la Universidad Autónoma de Puebla en su último evento en el estado como presidente de la república. López Mateos fue bien recibido por los estudiantes a su arribo a la universidad. Sin embargo, la inestabilidad política en el estado de Puebla se mantuvo después de la renuncia de Nava Castillo. Durante los siguientes diez años el estado fue dirigido por otros cinco gobernadores, de los cuales cuatro fueron sustitutos.

## Últimos años
Tras su paso por la gubernatura fue director del Rastro de Ferrería del Distrito Federal. Falleció el 28 de marzo de 1983, a los 77 años, en la capital del país.